# Federico Van Lacke
Federico Martín Van Lacke Falco (nacido el 26 de junio de 1980 en Santa Fe, Argentina) es un exjugador de baloncesto profesional que actualmente trabaja como Entrenador de Baloncesto y Gestor Mental de deportistas y entrenadores.

## Trayectoria deportiva

### Profesional
Federico inicia su formación deportiva en el Club Regatas de Santa Fe y tras militar en todas sus categorías inferiores, en la temporada 1998/1999 ficha por el equipo Atlético Echagüe Club de Paraná (Entre Ríos), de la TNA (segunda división argentina), donde juega hasta finalizar la temporada 2001/2002.
En la temporada siguiente, 2002/2003 da el salto a España para jugar en el Alerta Cantabria Lobos de la Liga Española de Baloncesto. Llega a la Liga ACB una campaña después (2003/2004) fichado por el Club Baloncesto Murcia, pero al término de la temporada el equipo desciende a la LEB y Van Lacke inicia una nueva andadura en el Club Baloncesto Villa Los Barrios (LEB). Desde la Villa, el jugador se va al Ciudad de Huelva, equipo en el que ha militado en las tres últimas temporadas (2005/2006 - 2007/2008). 
En la temporada 2008/2009 ficha por el Club Baloncesto Valladolid, logrando el ascenso a la liga ACB. En el club permanece hasta la temporada 2011/2012, que pasa al Club Joventut de Badalona. 
Fue fichado por Boca Juniors a mediados del 2012. Llegó finalmente al Club Estudiantes, de la ciudad de Madrid, a principios de 2014.
En las filas del Club Ciclista Olímpico de La Banda de su país natal, disputó dos campañas, y la 2016-2017  firmó 12.0 puntos, 2.8 rebotes y 2.8 asistencias en los 64 encuentros disputados.
En septiembre de 2017, Fede firma por el Gipuzkoa Basket. El viejo roquero vuelve a la Liga Endesa con 37 años y con pasado en Murcia, Granada, Valladolid, Joventut y Estudiantes tras haber resuelto los problemas burocráticos que le impedían cerrar su fichaje hasta ahora a pesar de llevar entrenando con el GBC desde el primer día de la pretemporada.
Tras quedar libre una vez consumado el descenso del GBC a Leb Oro, el escolta argentino quedó libre, esperando la llamada de algún equipo en el que poder seguir dando guerra. Después de varios meses sin recibir ofertas de LEB Oro, en febrero de 2020 el jugador acepta la oferta de Iraurgi Saski Baloia de Liga LEB Plata, club que se encuentra en la segunda fase de competición y luchando con el objetivo de subir a LEB Oro.

### Resumen de equipos
- Atlético Echagüe Club 1998-2002
- Cantabria Lobos (2002-2003)
- CB Murcia (2003-2004)
- Villa Los Barrios (2004-2005)
- CB Ciudad de Huelva (2005-2007)
- CB Granada (2007-2008)
- CB Valladolid (2008-2011)
- Club Joventut de Badalona (2011-2012)
- Boca Juniors (2012-2013)
- Obras Sanitarias (2013-2014)
- CB Estudiantes (2014-2015)
- Club Ciclista Olímpico (2015-2017)
- Gipuzkoa Basket (2017-2018)
- Iraurgi Saski Baloia (2020-Act.)

## Méritos individuales
- MVP de la jornada 23 en la temporada 2009/10 de la liga ACB.
- MVP del mes de enero en la temporada 2009/10 de la liga ACB.
- MVP de la jornada 6 en la temporada 2010/2011 de la liga ACB.
- Participante en el concurso de mates en la temporada 2010/11 de la liga ACB.
- Ganador del Torneo de Volcadas de la LNB 2002.